# Hạc đen
Hạc đen (danh pháp hai phần: Ciconia nigra) là một loài chim lội nước lớn trong họ Hạc. Nó là một loài phổ biến rộng rãi, nhưng hiếm khi sinh sản ở các khu vực ấm áp của châu Âu, chủ yếu ở khu vực trung tâm và phía đông. Đây là loài nhút nhát và cảnh giác, không giống như hạc trắng. Loài này thường đi thành cặp hoặc thành đàn nhỏ ở các vùng đầm lầy, sông, vùng nước nội địa. Hạc đen ăn động vật lưỡng cư và côn trùng.

## Mô tả
Hạc đen nhỏ hơn hạc trắng. Hạc đen là một loài chim lớn, thân dài từ 95 đến 100 cm và sải cánh dài 145–155 cm và nặng khoảng 3 kg. Giống như tất cả các hạc, nó có đôi chân dài, cổ dài, mỏ dài, thẳng, nhọn. Hạc đen đầu, cổ, diều, mặt trên thân và đuôi đen có ánh lục và tím. Ngực, bụng, trên đuôi và lông bao dưới cánh trắng. Da trần trước mắt và xung quanh mắt, mỏ và chân đỏ. Con chim non có bộ lông gần giống chim trưởng thành nhưng ánh lục và tím nhạt hơn. Đầu, cổ, ngực, bao cánh, vai và trên đuôi có những điểm màu sáng hơn. Mỏ và chân màu nâu xám.
Nó đi chậm và vững chắc trên mặt đất. Giống như tất cả loài hạc, nó bay với cổ của nó dang ra.

## Phân bố
Trong mùa hè, hạc đen được tìm thấy từ phía tây Đông Á (Siberia và Trung Quốc) cho tới Trung Âu, tới tận phía bắc Estonia, Ba Lan, Niedersachsen và Bayern ở Đức, Cộng hòa Séc, Hungary, và phía Nam Hy Lạp, với một số lượng ít ỏi tại Tây Ban Nha và Bồ Đào Nha. Số lượng chúng không nhiều ở khu vực phía tây phân bố loài, mà cư trú đông hơn vùng phía đông Transcaucasus.
Chúng ưa thích các khu vực cây cối rậm rạp hơn so với hạc trắng, hạc đen sinh sản trong vùng đất ngập nước đầm lầy xen kẽ cây lá kim, rừng lá rộng, nhưng cũng sống ở đồi núi với mạng lưới sông suối nhiều. Nó sống trong các khu vực ở vùng đất thấp Caspi.